# Judíos de la Amazonia
Los judíos de la Amazonia o judíos amazónicos (en portugués: judeus da Amazônia; en hebreo: יהודי האמזונס‎, romanizado: yehudei haAmazonas; en judeoespañol: ג׳ודיוס די אמאזוניה, djudios de Amazonia) son los judíos de la cuenca del Amazonas, principalmente descendientes de judíos marroquíes que emigraron al norte de Brasil y Perú entre el siglo XIX y principios del XX. Los inmigrantes se sintieron atraídos por el creciente comercio en la región amazónica, especialmente durante la fiebre del caucho, así como por la tolerancia religiosa recientemente establecida. Se asentaron en localidades a lo largo del río Amazonas, como Belém, Cametá, Santarém, Óbidos, Parintins, Itacoatiara y Manaos en Brasil, e Iquitos en Perú.
Durante el siglo XX, los judíos de la región se concentraron en sus áreas urbanas, y algunos se trasladaron a otras ciudades brasileñas como Río de Janeiro y São Paulo, uniéndose allí a otras comunidades judías. En el siglo XXI, en el norte de Brasil había importantes comunidades judías en Belém y Manaos, activas con diversas instituciones, así como comunidades más pequeñas en Macapá y Porto Velho. De los aproximadamente 120.000 judíos que había en todo el país, se estimaba que alrededor del 20% eran de origen marroquí, en su mayoría descendientes de inmigrantes de la cuenca del Amazonas.
Paralelamente a las comunidades judías establecidas, muchos de los inmigrantes originales se dispersaron y se mezclaron con la población local. A pesar de no ser considerados judíos según el halajá, que exige ascendencia matrilineal judía o conversión al judaísmo, muchos de estos descendientes aprecian su ascendencia judía y algunos mantienen las prácticas judías en diversos grados. En Iquitos, la mayoría de ellos se convirtieron formalmente al judaísmo y se trasladaron a Israel bajo su Ley de Retorno.

## Historia

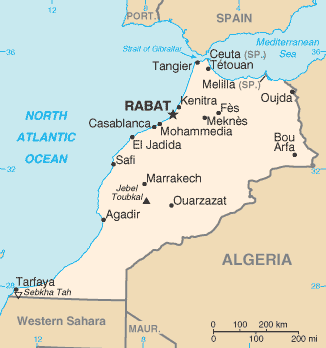
Marruecos

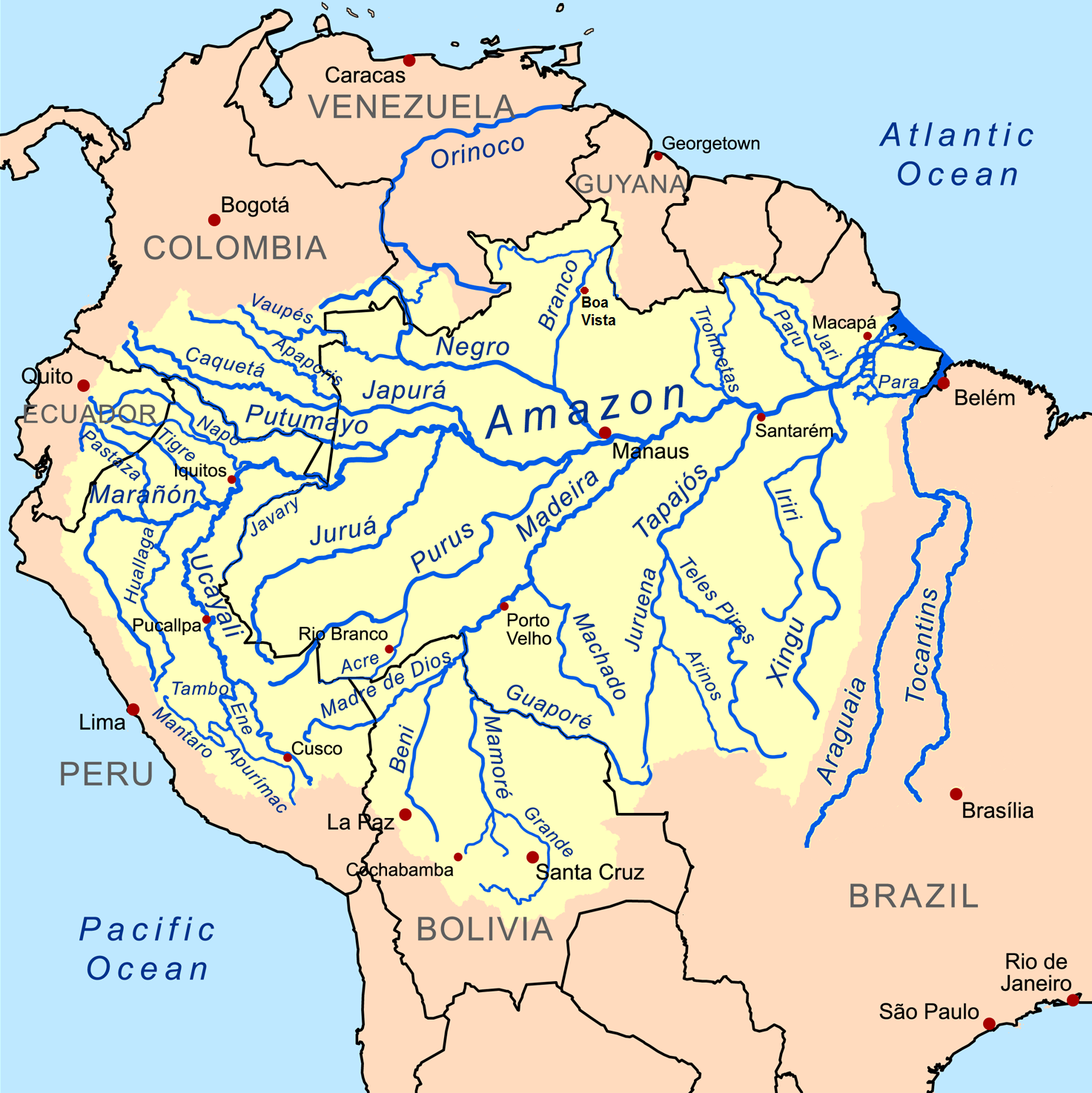
Cuenca del río Amazonas

En 1808, el Imperio portugués permitió a los extranjeros comerciar y residir en Brasil, junto con la tolerancia para la práctica privada de religiones distintas del catolicismo, seguido por la terminación oficial de la Inquisición portuguesa en 1821 y la independencia de Brasil en 1822. Atraídos por las favorables condiciones económicas y sociales, los judíos marroquíes comenzaron a emigrar a Brasil en 1810. Incluían dos grupos:
- Megorashim, que significa "expulsados": judíos sefardíes, descendientes de judíos expulsados de España y Portugal a finales del siglo XV, de habla española, portuguesa y haquetía, procedentes en su mayoría de las ciudades marroquíes de Tánger, Tetuán y Casablanca, así como de la ciudad española de Ceuta y el territorio británico de Gibraltar.[11]
- Toshavim, que significa "residentes": judíos magrebíes y bereberes, descendientes de judíos que vivieron en Marruecos antes de la llegada de los judíos sefardíes, de habla árabe y bereber, procedentes en su mayoría de las ciudades marroquíes de Rabat, Fez y Marrakech.

Los Megorashim irónicamente llamaban a los Toshavim forasteros (extranjeros). La rivalidad que existía entre los dos grupos en Marruecos continuó en Brasil: los Toshavim fundaron una modesta sinagoga, Eshel Abraham, en 1824, y los Megorashim fundaron una sinagoga más rica, Shaar Hashamaim, en 1826. ambos en Belém, en la desembocadura del río Amazonas. También construyeron un cementerio judío en la ciudad en 1842. También arribaron al lugar judíos de otros orígenes en cantidades menores, como los judíos franceses de Alsacia-Lorena, los judíos asquenazíes de Europa central y oriental y otros judíos sefardíes y mizrajíes del Medio Oriente.
Los inmigrantes iniciales eran en su mayoría hombres jóvenes. Después de alcanzar cierta prosperidad, a menudo regresaban a su tierra natal para visitar a sus familias, casarse con mujeres judías y traerlas de regreso a la region. Los inmigrantes posteriores pudieron casarse con personas de familias judías que anteriormente habían venido con sus padres o que ya habían nacido en la zona, manteniendo así sus tradiciones religiosas con sus descendientes en las nuevas comunidades.
Los migrantes trabajaban principalmente como comerciantes, vendiendo alimentos, bebidas, medicamentos, telas y municiones a la población local, a la que compraban artículos producidos a partir de plantas y animales locales, como caucho, bálsamo, frutas, nueces, pieles y cuero, para exportar. a otros países. Viajando a lo largo del río Amazonas, muchos se establecieron en localidades más pequeñas más allá de la ciudad de Belém, como Cametá, Macapá, Santarém, Óbidos, Parintins, Itacoatiara y la ciudad de Manaos. Algunos se aventuraron hasta Iquitos en Perú, o por ríos afluentes hasta localidades como Porto Velho y Rio Branco.
En 1862, la Alianza Israelita Universal comenzó a establecer escuelas judías en Marruecos y en todo el Mediterráneo y Oriente Medio. Estas escuelas fueron cruciales para mejorar la educación de los judíos marroquíes. Algunos inmigrantes en Brasil también enviaron a sus hijos a Marruecos para estudiar en estas escuelas.
Muchos judíos marroquíes se naturalizaron como ciudadanos brasieños. Algunos regresaron a Marruecos de forma permanente, pero conservaron su ciudadanía brasileña y disfrutaron de su protección consular allí.

### Fiebre del caucho

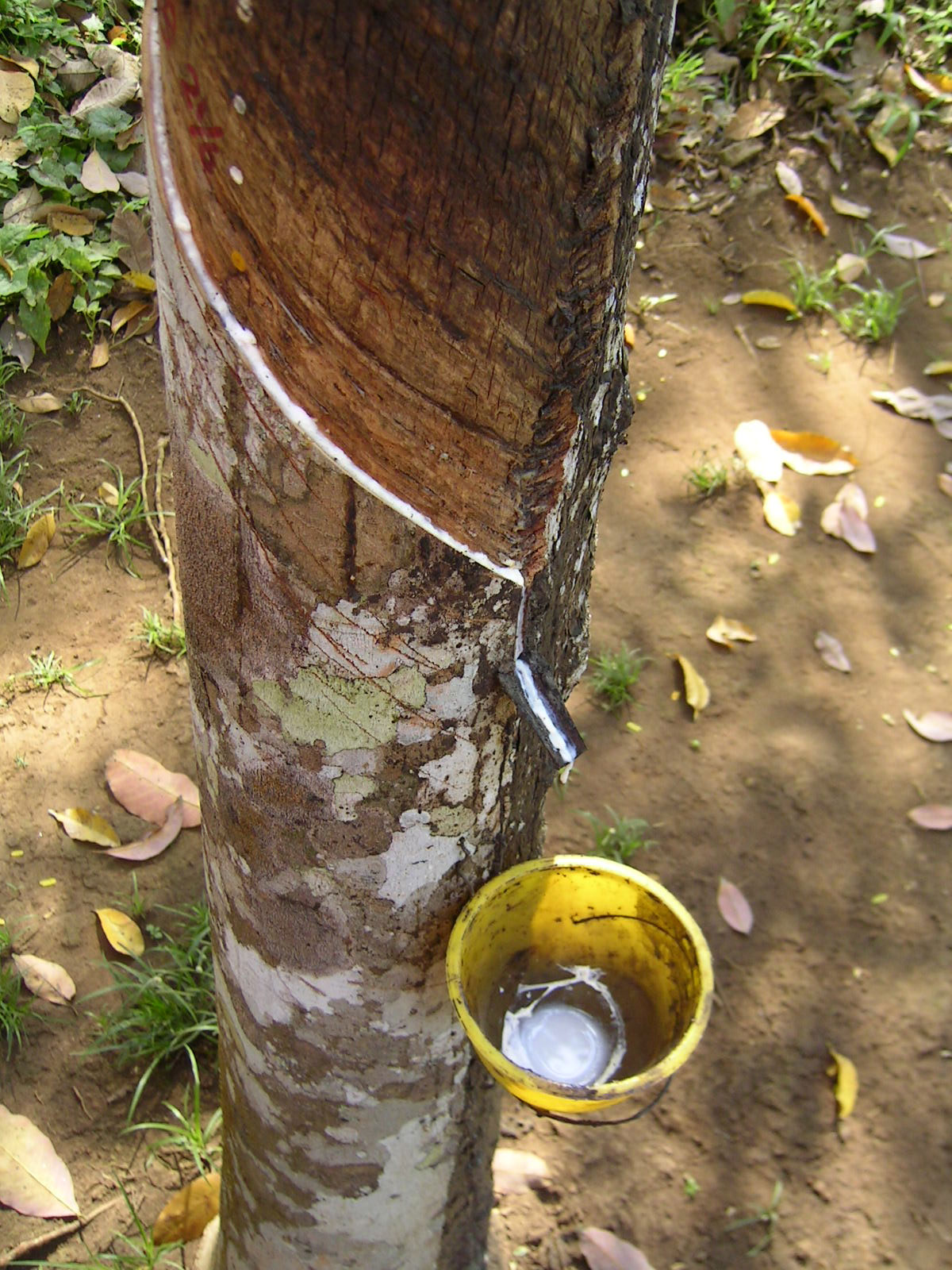
Extracción de látex de un árbol de caucho.

El caucho natural se produce a partir del látex del árbol del caucho, que en ese momento se encontraba exclusivamente en la región del Amazonas. Alrededor de 1880, el caucho se convirtió en un producto muy demandado para la producción de neumáticos para automóviles y otros procesos industriales, lo que provocó una fiebre de dicho producto en la región, lo que generó una importante prosperidad económica y atrajo a inmigrantes de muchas partes.

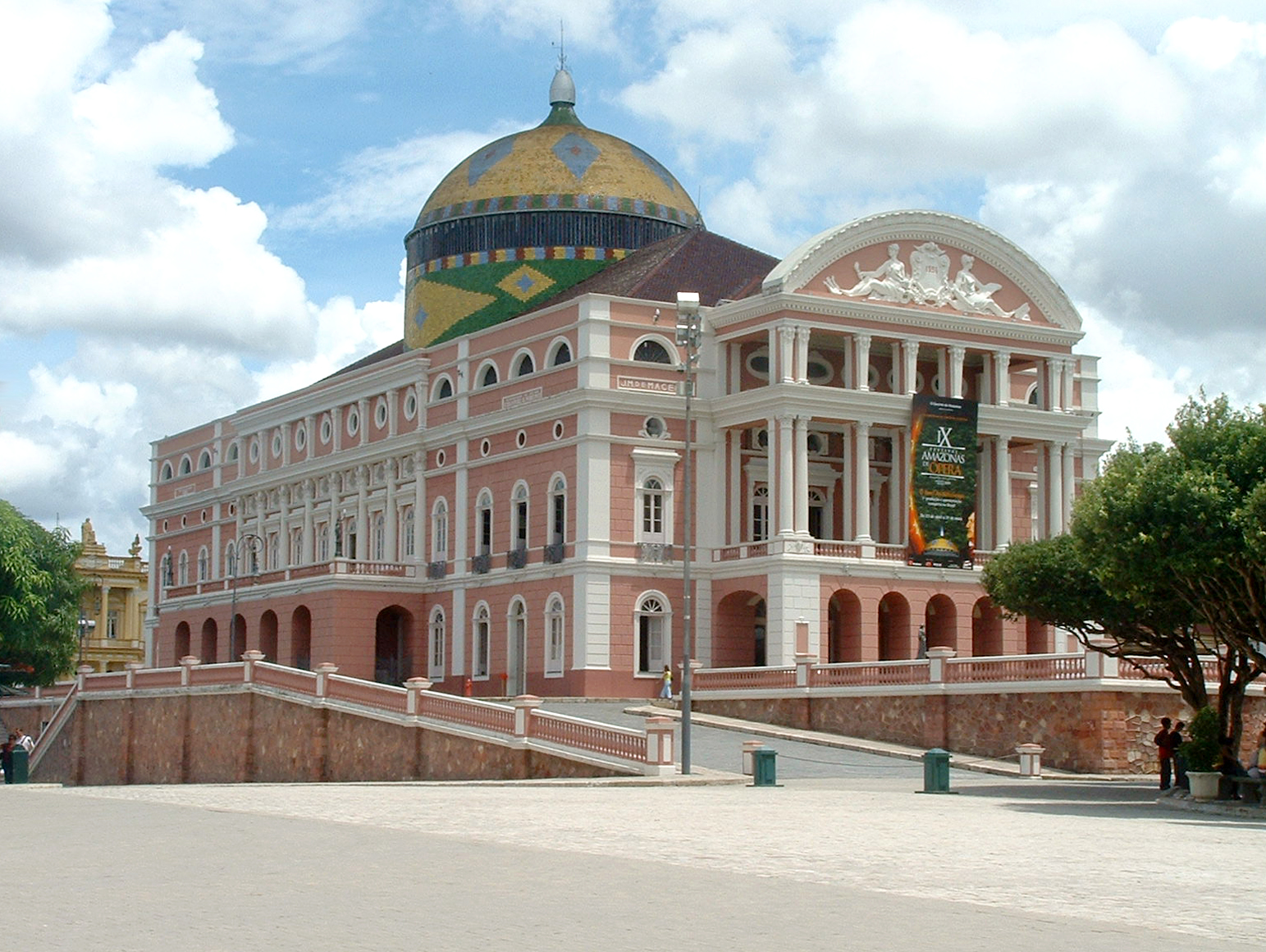
Teatro Amazonas en Manaus, uno de los lujosos edificios construidos con fortunas de caucho.

En 1889, Brasil se convirtió en república, y en 1890, el país permitió la plena libertad de religión, no sólo restringida a espacios privados como antes. El auge del caucho continuó bajo el nuevo régimen y condujo al rápido desarrollo de las ciudades de Belém, Manaos e Iquitos, incluyendo agua corriente y alcantarillado, electricidad (una novedad en ese momento), residencias y edificios lujosos, teatros y ferrocarriles. Este período marcó el apogeo de la migración judía a la cuenca del Amazonas.

### Declive
Alrededor de 1910, la fiebre del caucho comenzó a declinar debido a la competencia con las colonias británicas de Ceilán y Malasia y las Indias Orientales Neerlandesas, en donde se comenzó a cultivar árboles de caucho a partir de semillas llevadas de contrabando desde Brasil por el explorador británico Henry Wickham. Posteriormentea la caída se intensificó aun mas debido a la producción de caucho sintético.
Con la decadencia económica, los judíos abandonaron las localidades más pequeñas del norte de Brasil, concentrándose en las ciudades de Belém y Manaos. Construyeron dos sinagogas en Manaos: Beit Yaacov (Casa de Jacob) por los Toshavim en 1928, y Rabi Meyr por los Megorashim en 1929. En 1962, reflejando el continuo declive de la comunidad y la distinción obsoleta entre los dos grupos, se fusionaron como la Sinagoga Beit Yaacov/Rabi Meyr.
Muchos judíos también abandonaron la región amazónica y se trasladaron a otras ciudades brasileñas como Río de Janeiro y São Paulo, uniéndose a las comunidades judías existentes allí. La mayoría de los judíos de Iquitos también se trasladaron a ciudades más grandes de Brasil o Lima.

### Rabino Shalom Emanuel Muyal
En 1908, el rabino principal de Marruecos, Raphael Ankawa, envió al rabino Shalom Emanuel Muyal para brindar orientación religiosa a las comunidades judías de la cuenca del Amazonas. Durante su estancia, enfermó gravemente, probablemente de fiebre amarilla según los síntomas informados, y murió en Manaos en 1910. Como en ese momento no había ningún cementerio judío en la ciudad, fue enterrado en un cementerio católico, con un muro alrededor de su tumba. Alrededor de 1980, Ely Muyal, sobrino del rabino Muyal y miembro del gobierno israelí, sugirió el traslado de su tumba a Israel. La comunidad judía de Manaos advirtió contra esta medida, ya que se abstuvo de trasladar la tumba del rabino incluso al cementerio judío de la ciudad para no molestar a la población local.

## Comunidades actuales

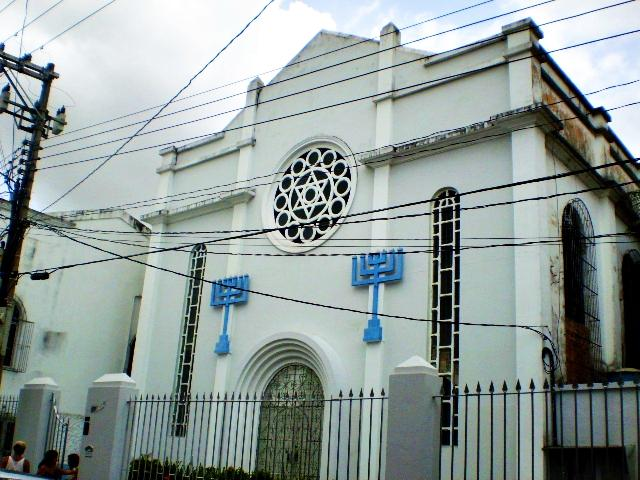
Sinagoga Eshel Abraham en Belém

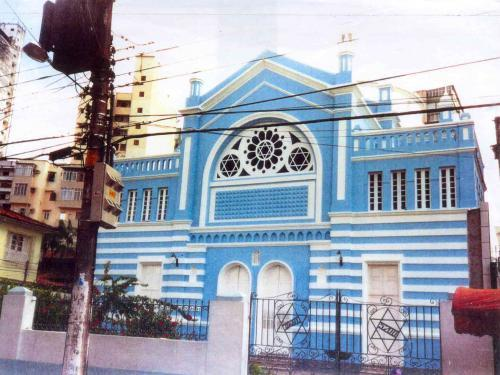
Sinagoga Shaar Hashamaim en Belém

El censo brasileño de 2010 contabilizó 1.346 judíos en Belém, 1.183 en Manaos y 1.896 en el resto de la Región Norte del país. Las comunidades judías de Belém y Manaos mantuvieron sinagogas, escuelas, centros de recreación y grupos sociales para mujeres, niños y personas mayores. También hubo sinagogas en Macapá y Porto Velho.
Una sinagoga sefardí en Río de Janeiro también fue mantenida en gran parte por descendientes de judíos que abandonaron la región amazónica. En 2014, se estimaba que el 20% de los aproximadamente 120.000 judíos en Brasil eran de origen marroquí, en su mayoría descendientes de inmigrantes a la región amazónica. Unos 300 de ellos vivían en Israel.

### Descendientes mixtos
Muchos de los inmigrantes originales permanecieron en localidades más pequeñas de la cuenca del Amazonas y se casaron con la población local, en su mayoría de origen indígena. Muy pocos de sus cónyuges o hijos se convirtieron al judaísmo, mientras que la gran mayoría de sus descendientes caboclos o mestizos abandonaron gradualmente la religión o fueron criados como católicos, pero algunos mantuvieron ciertas prácticas judías en diversos grados. En 1999, se estimaba que unas 300.000 personas en el norte de Brasil tenían un antepasado judío marroquí.
A finales del siglo XX, un grupo de descendientes mixtos en Iquitos comenzó a explorar su herencia judía. Como carecían de ascendencia matrilineal judía, se requeriría una conversión formal para que fueran reconocidos como judíos según la halajá. Después de años de estudio, con la ayuda de rabinos conservadores de Lima, Estados Unidos, Argentina y Chile, 98 de los descendientes se convirtieron al judaísmo en 2003, seguidos por unos 180 en 2005 y 284 en 2011. El mikve se llevó a cabo en la cercana laguna Quistococha en todas las ocasiones. La mayoría de ellos emigró a Israel, entre 2010 y 2014, instalándose en Beerseba y Ramla. En 2017, unos 50 permanecían en Iquitos.
En 2022, en el municipio de Cametá, en el norte de Brasil, un grupo de 800 judíos autoproclamados, en su mayoría descendientes de judíos marroquíes, intentaron restablecer allí una sinagoga. Una antigua sinagoga de arquitectura colonial portuguesa había sido invadida por el río Tocantins después de que la mayoría de los judíos se marcharan en el siglo XX. El grupo recibió el apoyo de congregaciones sefardíes en Estados Unidos.

## Idiomas
Entre los inmigrantes judíos originales, los Megorashim hablaban español, portugués y haquetía, también conocido como judeoespañol, un idioma basado principalmente en el español antiguo con influencias hebreas y árabes; los Toshavim hablaban árabe y bereber; y grupos más pequeños hablaban francés, alemán, yidis, ladino oriental y árabe.
Con el tiempo, sus descendientes adoptaron los principales idiomas de sus respectivos países, a saber, el portugués en Brasil y el español en Perú. Aunque el haquetía ya no se habla como lengua completa, muchas familias todavía utilizan palabras o expresiones de él cuando hablan entre ellos. Algunos miembros de la comunidad también dedicaron tiempo a estudiar y documentar el idioma. El hebreo por su parte siguió siendo el idioma litúrgico.

## Documentales
- Where is the Rabbi? (2000), de Stephen Nugent y Renato Athias, que muestra la vida de los judíos en la cuenca del Amazonas.
- Eretz Amazônia (Tierra amazónica), producida en 2004 por David Salgado, basada en el libro homónimo de Samuel Benchimol publicado en 1998, sobre los judíos en el norte de Brasil.
- The Fire Within: Jewish in the Amazonian Rainforest (2008), de Lorry Salcedo Mitrani, sobre los descendientes de judíos peruanos en Iquitos y sus esfuerzos por revivir el judaísmo y emigrar a Israel.[4][24]

## Personas notables
- Jayme Aben-Athar (1883-1951), médico y profesor brasileño[25][26]
- Davi Alcolumbre (nacido en 1977), senador por Amapá
- Samuel Benchimol (1923-2002), empresario, economista y profesor brasileño
- Saul Benchimol (1934-2022), empresario y profesor brasileño[27]
- Isaac Bennesby (1945-2011), alcalde de Guajará-Mirim (1983-1988, 1993-1996)[28]
- Moisés Bennesby (nacido en 1935), diputado federal por Rondônia (1988-1989, 1996-1999)[10][29]
- Sara Benoliel (1898-1970), pediatra y feminista brasileñoportuguesa
- Abraham Bentes (1912-1990), lingüista y general del ejército brasileño
- Eliezer Moisés Levy (1877-1947), alcalde de Macapá (1932-1936, 1942–1944) y Afuá[30]
- Judah Levy (1916-2001), ingeniero brasileño[31]
- Sultana Levy Rosenblatt (1910-2007), escritora brasileña
- Abraham Medina (1916-1995), empresario brasileño
- Shalom Emanuel Muyal (1875-1910), rabino marroquí
- Eduardo Pazuello (nacido en 1963), general del ejército brasileño y ministro de Salud (2020-2021)
- David José Pérez (1883-1970), lingüista, profesor y periodista brasileño[32]
- Isaac José Pérez (1876-1945), alcalde de Itacoatiara (1926-1930)[33]
- Clara Pinto (nacida en 1946), bailarina y empresaria brasileña[34][35]
- Isaac Benayon Sabbá (1907-1996), empresario brasileño
- Nora Pazuello Sabbá (nacida en 1940), Miss Amazonas (1959)[36][37]
- Isaac Soares (c. 1924–2008), periodista brasileño y vicealcalde de Belém (1961-1964)[38][39]
- Ana Unger (nacida c. 1963), bailarina y empresaria brasileña[34][40]

### Descendientes
- Christian Bendayán (nacido en 1973), pintor peruano[41]
- Gilberto Dimenstein (1956-2020), periodista brasileño
- Roberta Medina (nacida en 1978), empresaria brasileñoportuguesa
- Roberto Medina (nacido en 1947), empresario brasileño
- Rubem Medina (nacido en 1942), empresario brasileño y diputado federal por Río de Janeiro (1975-2003) y Guanabara (1967-1975)
- José Isaac Peres (nacido en 1940), empresario brasileño[42][43]